# Chryzantema Zawadzkiego

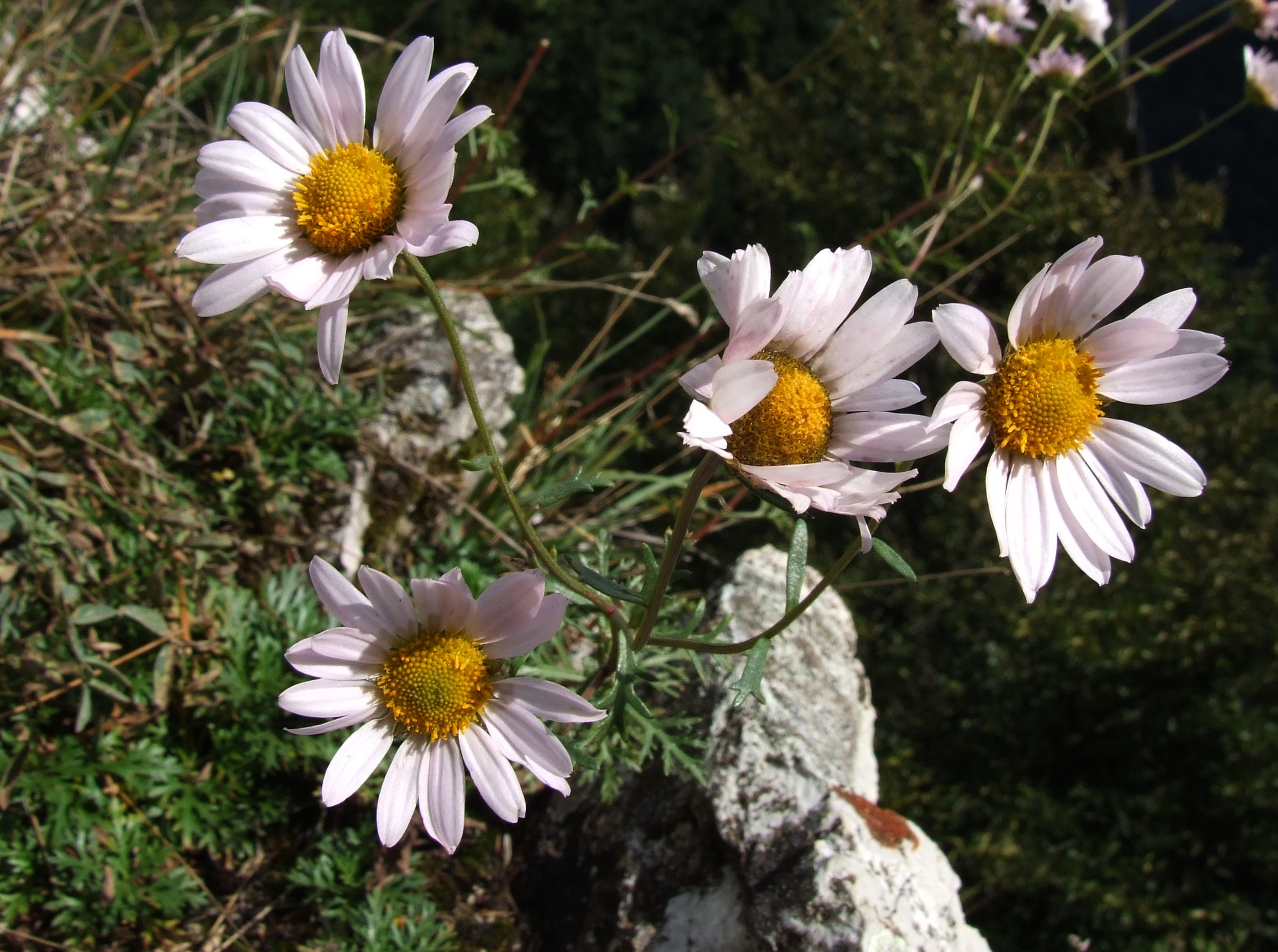
Chryzantema Zawadzkiego na szczycie Trzech Koron

Chryzantema Zawadzkiego, złocień Zawadzkiego (Chrysanthemum zawadzkii Herbich) – gatunek rośliny z rodziny astrowatych.

## Rozmieszczenie geograficzne
Chryzantema Zawadzkiego jest szeroko rozprzestrzeniona na wschód od Uralu. Występuje na Syberii, w Mongolii oraz w północnych Chinach i Korei. W Europie znana jest tylko w polskich i słowackich Pieninach. Występuje tylko na niedużym ich obszarze w Pieninach Właściwych od brzegów Dunajca po szczyt Trzech Koron, na wysokości 430–982 m, oraz rzadko w Pieninach Spiskich. Zwarty jej zasięg ciągnie się od Bystrzyka po wschodnie zbocza Podskalniej Góry. Stanowisko na Bystrzyku pod względem geologicznym i botanicznym zaliczane jest do Pienin Właściwych. Poza tym występuje na oderwanym stanowisku na Macelowej Górze. W XIX wieku występowała także na Szafranówce i Łaźnych Skałach w Małych Pieninach, ale na tych stanowiskach wyginęła.

## Morfologia
PokrójWysokość do 60 cm, cała roślina jest aromatycznie, przyjemnie pachnąca.
ŁodygaWzniesiona lub podnosząca się, słabo ulistniona, często czerwonawo nabiegła, pod kwiatostanem bez liści. Pod ziemią występuje kłącze.
LiścieSzarozielone. Liście różyczkowe i dolne liście łodygowe osadzone na wąsko oskrzydlonych ogonkach dłuższych od blaszki liściowej. Są zazwyczaj 2-krotnie pierzastosieczne. Blaszki liściowe w zarysie jajowate, o klinowatej nasadzie, z 2-3 oddalonymi od siebie odcinkami, z których każdy podzielony jest na 2-3 równowąskie łatki. Środkowe i górne liście łodygowe w kierunku ku górze wyrastają na coraz krótszych ogonkach, te najwyższe są siedzące. Są też coraz mniejsze i słabiej podzielone.
KwiatyZebrane w koszyczki średnicy do 6 cm, wyrastające pojedynczo na szczycie łodygi lub jej odgałęzień. Brzeżne kwiaty języczkowe są białe lub różowofioletowe, środkowe kwiaty rurkowe są żółte. Wewnętrzne łuski okrywy koszyczka prześwitujące.
OwocCiemnobrunatne niełupki o długości do 2 mm, bez skrzydełek.

## Biologia i ekologia
Bylina. Kwitnie od lipca do września. Siedlisko: wapienne skały, piargi i kamieniste zbocza, na zasadowych lub obojętnych rędzinach. Występuje w populacjach liczących do kilkuset osobników. Gatunek charakterystyczny dla Ass.Dendranthemo-Seslerietum. Populacje pienińskie są heksaploidami. Liczba chromosomów 2n = 54.

## Zagrożenia i ochrona
Roślina objęta w Polsce ścisłą ochroną gatunkową. Chroni ją także Konwencja Berneńska. Została umieszczona w Polskiej Czerwonej Księdze Roślin oraz na polskiej czerwonej liście w kategorii VU (narażony). Gatunek nie jest zagrożony, gdyż występuje na chronionych obszarach Pienińskiego Parku Narodowego. Jest uprawiany także w Pawilonie Pienińskiego Parku Narodowego w Sromowcach Niżnych oraz przy budynku Dyrekcji Pienińskiego Parku Narodowego w Krościenku.